# Kadriye, Karamürsel
Kadriye là một xã thuộc huyện Karamürsel, tỉnh Kocaeli, Thổ Nhĩ Kỳ. Dân số thời điểm năm 2010 là 62 người.